# Gustavo Guerrero
Œuvres principales
Historia de un encargo: "La catira" de Camilo José Cela
Gustavo Guerrero, né à Caracas le 10 mars 1957, est un écrivain, poète et éditeur vénézuélien. Il est également professeur à l'Université de Cergy-Pontoise.

## Œuvres
- Sarduy: la estrategia neobarroca (1987)
- Itinerarios (1996)
- Teorías de la lírica (1998)
- Círculo del adios (1999)
- La religión del vacío (2002)
- Historia de un encargo, "La catira" de Camilo José Cela  : literatura, ideología y diplomacia en tiempos de la Hispanidad, Prix Anagrama (2008)

### Traductions françaises
- Poétique et poésie lyrique : essai sur la formation d'un genre, traduction de Teorías de la lírica par Anne-Joëlle Stéphan et l'auteur, Seuil, 2000  (ISBN 2-02-037167-7)